# 야코포 살비아티
야코포 살비아티(이탈리아어: Jacopo Salviati), 1461년 9월 15일–1533년 9월 6일)는 이탈리아의 정치인이자 로렌초 데 메디치의 사위이다. 그는 1486년 9월 10일에 로렌초 데 메디치의 딸인 루크레치아 디 로렌초 데 메디치와 혼인을 했으며, 그들은 10명의 자녀를 가졌다. 조반니 살비아티와 마달레나 곤디 사이에서 태어난 그는 살비아티 가문의 경제적 부흥을 위해 가문의 경제 업무에 헌신했다. 그는 그후 정치 생활에 들어갔다. 그는 1499년과 1518년 길드 (피렌체의 길드 참고)의 대표자였으며, 1514년에는 곤팔로니에르 (의회대표)이기도 했다. 1513년 그는 로마로 파견되는 피렌체 대사가 되기도 하였다.

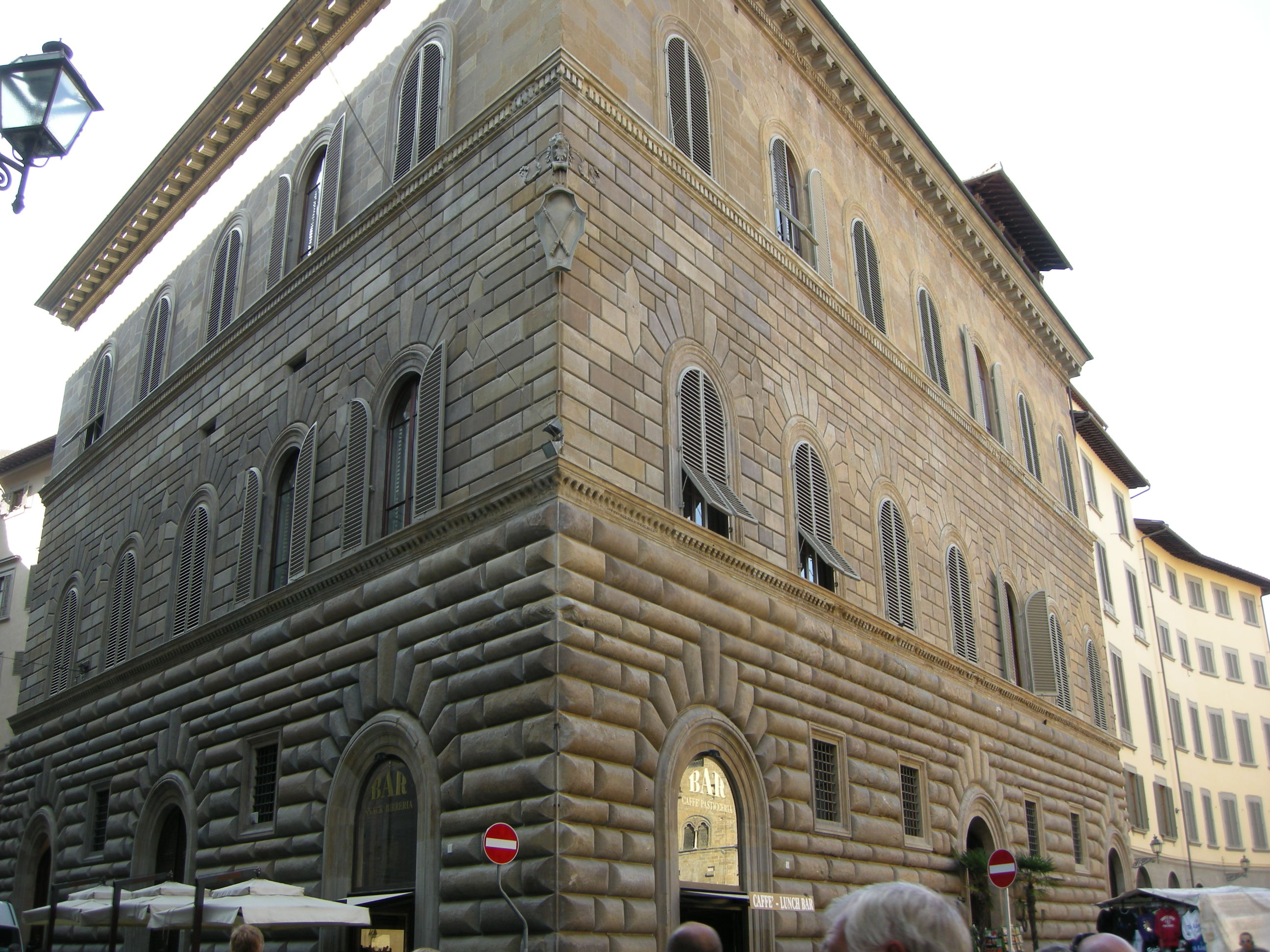
줄리아노 다 산갈로 (1443년 - 1516년)가 제작에 들어가 1490년에 완공된 피렌체 곤디 궁전의 모서리 시점.

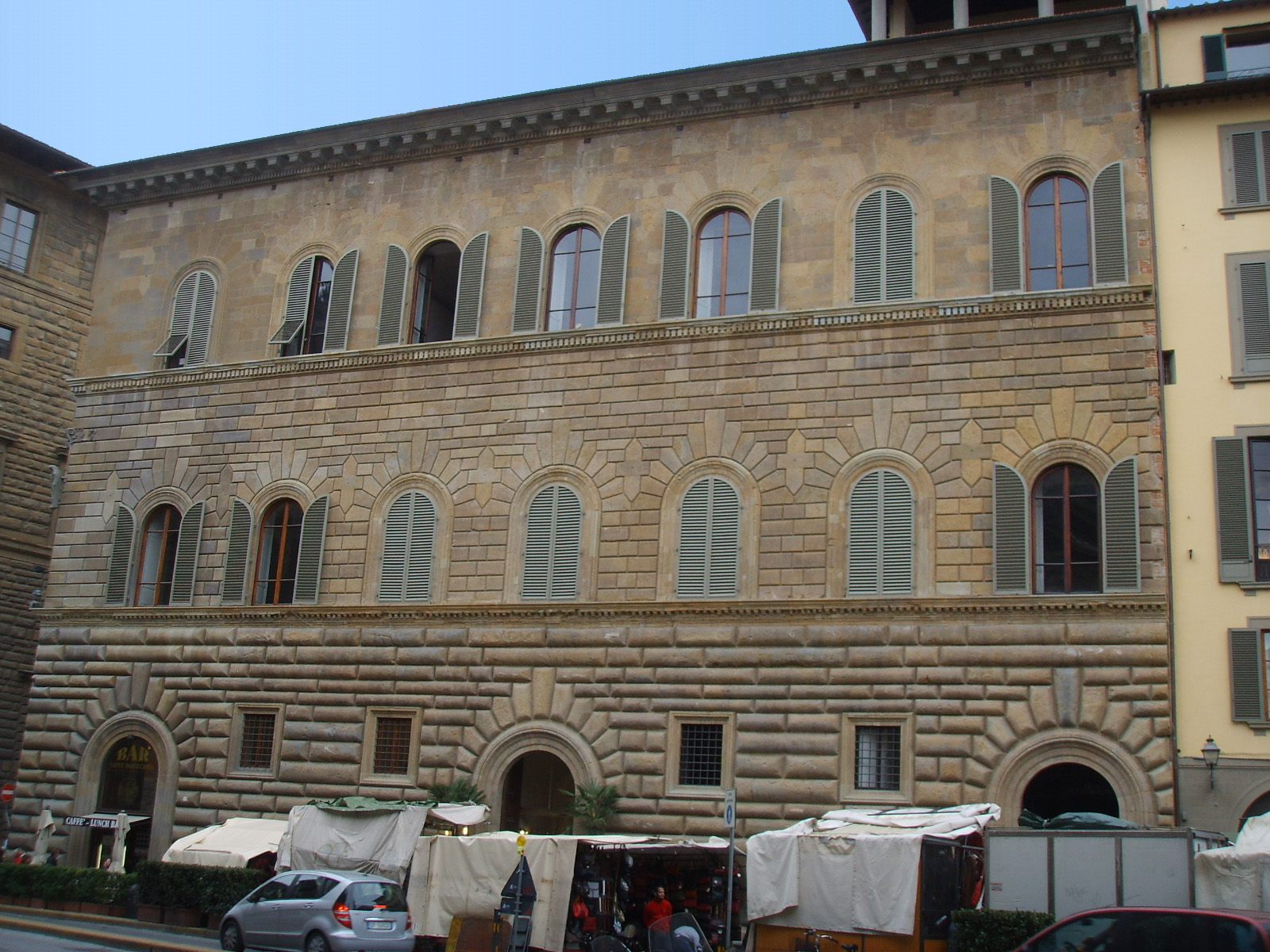
피렌체 시뇨리아 광장 곤디 궁전은 살비아티의 어머니 마달레나 곤디의 거주지였다.

그의 처남이 교황 레오 10세로 선출되자, 야코포는 아주 큰 이익을 보았다. 그는 로마냐 지역에서 소금 독점권을 부여받았고, 바티칸 재무부의 고위인사가 되었다. 그는 이를 통해서 매년 15,000 두캇의 수익을 얻었다. 그는 피렌체 공성전(1529-1530)을 예방하려 했지만 실패했고, 신성 로마 제국 황제 카를 5세와의 만남 기간에 교황 클레멘스 7세의 조언자 중 한 명이기도 하였다.
1531년 그는 공화정으로 개편시킨 명목으로 기소된 피렌체 시민 200명 중 한 명이였다. 그는 1533년 9월 6일에 사망했다.

## 자녀
루크레치아와의 결혼 관계로 다음의 자녀들을 두었다:
- 추기경 조반니 살비아티 (1490년 - 1553년)
- 로렌초 살비아티 (Lorenzo Salviati, 1492년 - 1539년) - 의원이자 후원자
- 피에로 살비아티 (Piero Salviati) - 정치인
- 엘레나 살비아티 (Elena Salviati, 1495년 경 - 1552년) - 팔라비치노 팔라비치노 (Pallavicino Pallavicino) 후작과 초혼을 했고 아피아노 공작 이아코포 5세 아피아니와 재혼
- 바티스타 살비아티 (Battista Salviati, 1498년–1524년)
- 마리아 살비아티 (1499년–1543년) - 조반니 달레 반데 네레와 혼인. 이 혼인은 메디치 가 본가와 포폴라노 분가의 결합이였다. 그의 아들 코시모는 알레산드로 데 메디치 공작 사후 피렌체를 이끌도록 지명된다.
- 루이사 살비아티 (Luisa Salviati) - 시지스몬도 데 루나 (Sigismondo de Luna), 페랄타 (Peralta)와 혼인
- 프란체스카 살비아티 (Francesca Salviati) - 피에로 구알테로티 (Piero Gualterotti)와 초혼을 했고, 1533년에 오타비아노 데 메디치와 재혼했으며, 교황 레오 11세의 어머니이다.
- 베르나르도 살비아티 (1505/1508년 - 1568년) - 구호기사단의 기사이며; 프랑스에서 카트린 드 메디시스를 섬기기도 했고; 1561년 추기경이 됐다.
- 알라마노 (Alamanno, 1510년–1571년) - 정치인

## 참고 문헌
Lauro Martines, a professor emeritus of European history at UCLA, (U.S.A.), April Blood: Florence and the Plot against the Medici [Paperback], 328 pages, Oxford Univ. Press,(2004), also accessible through Kindle, Publisher: Vintage Digital (January 31, 2011).ISBN 978-1-4391-9389-1, (ebook). Also, ISBN 978-0-19-517609-4
- Miles J. Unger, http://www.milesjunger.com . Magnifico: The Brilliant Life and Violent Times of Lorenzo de' Medici, edit. (May 5, 2009). Simon&Schuster Paperbacks, New York. American Journalist resident for 5 years in Florence, Italy, ISBN 978-0-7432-5435-9
- Miles J. Unger, Machiaveli:A Biography" , published June 14, 2011, accessible also through Kindle., 499 pages. ISBN 9781416556305
- Christopher Hibbert, (1924 - 2008), & Mary Hollingsworth: The Borgias and Their Enemies: 1431-1519, [Paperback], 321 pages, Harcourt Publ. Co, Orlando, Florida ISBN 978-0-15-101033-2

He was a Fellow of the Royal Society of Literature, England. Available in Kindle Edition.
- Tomas, Natalie R. (2003). 《The Medici Women: Gender and Power in Renaissance Florence》. Aldershot: Ashgate. ISBN 0754607771.